# Kōichi Satō
Kōichi Satō (佐藤浩市, Satō Kōichi, né le 10 décembre 1960) est un acteur japonais, fils de l'acteur Rentarō Mikuni.

## Biographie
Kōichi Satō fait ses études à l'université des beaux-arts Tama. Il a joué dans des films de Junji Sakamoto comme Tokarev Face KT, et Children of the Dark.
Il paraît également dans Sukiyaki Western Django de Takashi Miike, Kamui Gaiden de Yoichi Sai, et Heaven's Story de Takahisa Zeze.

## Filmographie

### Cinéma

#### Années 1980
- 1981 : The Gate of Youth (青春の門, Seishun no mon?) de Koreyoshi Kurahara et Kinji Fukasaku
- 1981 : Manon (マノン, Manon?) de Yōichi Higashi
- 1982 : Seishun no mon: Jiritsu hen (青春の門 自立篇?) de Koreyoshi Kurahara
- 1982 : La Rivière Dotonbori (道頓堀川, Dōtonborigawa?) de Kinji Fukasaku : Masao Takeuchi
- 1982 : Jirochō seishun hen: Tsuppari Shimizu minato (次郎長青春篇 つっぱり清水港?) de Yōichi Maeda (ja)
- 1983 : Nihonkai daikaisen: Umi yukaba (日本海大海戦 海ゆかば?) de Toshio Masuda
- 1983 : Antarctica (南極物語, Nankyoku monogatari?) de Koreyoshi Kurahara : Toda Taisho
- 1983 : The Catch (魚影の群れ, Gyoei no mure?) de Shinji Sōmai : Shun'ichi Ida
- 1984 : Mitsugetsu (蜜月?) de Hōjin Hashiura (ja) : Tetsuaki Murakami
- 1984 : Fireflies in the North (北の螢, Kita no hotaru?) de Hideo Gosha
- 1985 : Mishima (Mishima: A Life in Four Chapters) de Paul Schrader : Kashiwagi
- 1985 : Love Hotel (ラブホテル, Rabu hoteru?) de Shinji Sōmai :  chauffeur de taxi
- 1985 : Break Town monogatari (ブレイクタウン物語?) de Masayuki Asao
- 1985 : Kids (キッズ?) de Shōji Takahashi (ja)
- 1986 : Inujini seshi mono (犬死にせしもの?) de Kazuyuki Izutsu
- 1986 : Tsubomi no nagame (蕾の眺め?) de Noboru Tanaka
- 1986 : Promesse (人間の約束, Ningen no yakusoku?) de Yoshishige Yoshida : Yoshikawa
- 1986 : Allons à la campagne, à la montagne, au bord de la mer (ja) (野ゆき山ゆき海べゆき, Noyuki yamayuki umibeyuki?) de Nobuhiko Ōbayashi
- 1987 : Setouchi shōnen yakyūdan: Seishun hen - Saigo no rakuen (瀬戸内少年野球団 青春篇 最後の楽園?) de Haruhiko Mimura (ja)
- 1987 : Mélodie pour un yakuza (さらば愛しき人よ, Saraba itoshiki hito yo?) de Masato Harada
- 1988 : Sur la route de la soie (敦煌, Tonkō?) de Jun'ya Satō : Zhao Xingde
- 1989 : Bungakushō satsujin jiken: Ōinaru josō (文学賞殺人事件 大いなる助走?) de Norifumi Suzuki
- 1989 : Shasō (社葬?) de Toshio Masuda : Kyosuke Okabe

#### Années 1990
- 1990 : Shadow of China (チャイナシャドー, Chaina shadō?) de Mitsuo Yanagimachi
- 1990 : Ruten no umi (流転の海?) de Buichi Saitō
- 1991 : Chōshōjo Reiko (超少女REIKO?) de Takao Okawara
- 1992 : C. Jack (Ｃ・ジャック?) de Hisashi Tōma (ja)
- 1993 : Kekkon (結婚 佐藤・名取御両家篇?) de Hideo Onchi
- 1994 : Tokarev (トカレフ, Tokarefu?) de Junji Sakamoto
- 1994 : Histoire de fantômes à Yotsuya (忠臣蔵外伝 四谷怪談, Chūshingura gaiden yotsuya kaidan?) de Kinji Fukasaku : Iemon Tamiya
- 1995 : Pu (プ?) de Mikio Yamazaki (ja)
- 1995 : Gonin (ゴニン?) de Takashi Ishii
- 1996 : Oishinbo (美味しんぼ?) d'Azuma Morisaki (ja)
- 1997 : 30 -thirty- de Shinobu Sakagami (ja)
- 1997 : Lie lie Lie de Shun Nakahara (ja)
- 1998 : Rasen (らせん?) de Jōji Iida (ja)
- 1998 : Wait and See (あ春, Ah haru?) de Shinji Sōmai : Hiroshi Nirasaki

#### Années 2000
- 2000 : Le Visage (顔, Kao?) de Junji Sakamoto : Akira Ikeda
- 2000 : Whiteout (ホワイトアウト, Howaitoauto?) de Setsurō Wakamatsu : Masahiko Utsuki
- 2000 : Shin jingi naki tatakai (新・仁義なき戦い?) de Junji Sakamoto
- 2002 : KT de Junji Sakamoto
- 2002 : Utsutsu (うつつ?) de Hisashi Tōma (ja)
- 2002 : When the Last Sword Is Drawn (壬生義士伝, Mibu gishi den?) de Yōjirō Takita : Hajime Saitō
- 2003 : Samurai Resurrection (魔界転生, Makai tenshō?) de Hideyuki Hirayama : Yagyu Jubei Mitsuyoshi
- 2003 : Rockers de Takanori Jinnai (ja)
- 2004 : Infection (感染, Kansen?) de Masayuki Ochiai
- 2004 : Umineko (海猫?) de Yoshimitsu Morita
- 2005 : Aegis (亡国のイージス, Bōkoku no iijisu?) de Junji Sakamoto : Diasuke Atsumi
- 2005 : Yuki ni negau koto (en) (雪に願うこと?) de Kichitarō Negishi
- 2006 : The Uchōten Hotel (THE 有頂天ホテル?) de Kōki Mitani : Katsutoshi Mutōda
- 2006 : Kurai tokoro de machiawase (暗いところで待ち合わせ?) de Daisuke Tengan (ja)
- 2006 : Yōki na gyangu ga chikyū o mawasu (陽気なギャングが地球を回す?) de Tetsu Maeda (ja)
- 2006 : Starfish Hotel (スターフィッシュホテル?) de John Williams
- 2006 : Ai no rukeichi (愛の流刑地?) de Yasuo Tsuruhashi (ja)
- 2007 : Sukiyaki Western Django (スキヤキ・ウエスタン ジャンゴ, Sukiyaki uesutan Jango?) de Takashi Miike
- 2007 :  Smile: Seiya no kiseki (スマイル 聖夜の奇跡, Sumairu: Seiya no kiseki?) de Takanori Jinnai (ja)
- 2007 : Hanakage (花影?) de Hayato Kawai (ja)
- 2007 : Tennen kokekkō (天然コケッコー?) de Nobuhiro Yamashita (ja)
- 2008 : Minna, hajime wa kodomo datta (みんな、はじめはコドモだった?) de Junji Sakamoto
- 2008 : The Magic Hour (ザ・マジックアワー, Za majikku awā?) de Kōki Mitani
- 2008 : Yami no kodomo-tachi (闇の子供たち?) de Junji Sakamoto
- 2008 : Pandémie (感染列島, Kansen rettō?) de Takahisa Zeze : Kazuma Andō
- 2008 : Jirochō sangokushi (次郎長三国志?) de Masahiko Tsugawa
- 2008 : Aki fukaki (秋深き?) de Toshiharu Ikeda
- 2008 : Personne ne veille sur moi (誰も守ってくれない, Dare mo mamotte kurenai?) de Ryōichi Kimizuka : Takumi Katsuura
- 2009 : Shōnen meriken sakku (少年メリケンサック?) de Kankurō Kudō
- 2009 : Kamui, le ninja solitaire (カムイ外伝, Kamui gaiden?) de Yōichi Sai : Gunbei
- 2009 : Amalfi: Rewards of the Goddess (en) (アマルフィ 女神の報酬, Amarufi: Megami no hōshū?) de Hiroshi Nishitani

#### Années 2010
- 2010 : Heaven's Story (ヘヴンズ ストーリー, Hevunzu sutōrii?) de Takahisa Zeze
- 2010 : Saigo no Chūshingura (最後の忠臣蔵?) de Shigemichi Sugita (ja)
- 2011 : A Ghost of a Chance (ステキな金縛り, Sutekina kanashibari?) de Kōki Mitani
- 2011 : Ōshikamura sōdōki (大鹿村騒動記?) de Junji Sakamoto
- 2011 : Unfair the Answer (アンフェア the Answer, Anfea ji ansā?) de Shimako Satō
- 2012 : Nobō no shiro (のぼうの城?) d'Isshin Inudō et Shinji Higuchi
- 2012 : Itai: Asu e no tōka kan (遺体 明日への十日間?) de Ryōichi Kimizuka
- 2012 : Anata e (あなたへ?) de Yasuo Furuhata
- 2013 : Sōgen no isu (草原の椅子?) d'Izuru Narushima
- 2013 : Jinrui shikin (人類資金?) de Junji Sakamoto
- 2013 : Kiyosu kaigi (清須会議?) de Kōki Mitani
- 2013 : Unforgiven (許されざる者, Yurusarezaru mono?) de Lee Sang-il : Ichizo Oishi
- 2013 : Bakumatsu kōkōsei (幕末高校生?) de Toshio Lee (ja)
- 2014 : The Vancouver Asahi (バンクーバーの朝日, Bankūbā no asahi?) de Yūya Ishii
- 2015 : Ai o tsumu hito (愛を積むひと?) de Yūzō Asahara (ja)
- 2015 : Unfair the End (アンフェア the End, Anfea ji endo?) de Shimako Satō
- 2015 : Hero de Masayuki Suzuki
- 2015 : Gonin Saga (GONIN サーガ?) de Takashi Ishii
- 2015 : Terminal (起終点駅, Ki shūten eki?) de Tetsuo Shinohara
- 2016 : La Cantine de minuit 2 (続・深夜食堂, Zoku shin'ya shokudō?) de Jōji Matsuoka
- 2016 : Rokuyon zenpen (64（ロクヨン) 前編?) de Takahisa Zeze
- 2016 : Rokuyon kōhen (64（ロクヨン) 後編?) de Takahisa Zeze
- 2017 : Hana ikusa (花戦さ?) de Tetsuo Shinohara
- 2018 : Yūzai (友罪?) de Takahisa Zeze
- 2018 : Kita no sakuramori (北の桜守?) de Yōjirō Takita
- 2018 : Konna yofuke ni banana kayo: Kanashiki jitsuwa (こんな夜更けにバナナかよ 愛しき実話?) de Tetsu Maeda (ja)
- 2019 : Machida-kun no sekai (町田くんの世界?) de Yūya Ishii
- 2019 : Yukiko-san no ashioto (雪子さんの足音?) de Sachi Hamano (ja)
- 2019 : Red Snow (赤い雪, Akai yuki?) de Sayaka Kai (ja)
- 2019 : Kūbo ibuki (空母いぶき?) de Setsurō Wakamatsu
- 2019 : The Fable (ザ・ファブル?) de Kan Eguchi (ja)
- 2019 : Kioku ni gozaimasen (記憶にございません!?) de Kōki Mitani
- 2019 : The Promised Land (楽園, Rakuen?) de Takahisa Zeze

#### Années 2020
- 2020 : Fukushima 50 (フクシマ フィフティ?) de Setsurō Wakamatsu : Toshio Izaki
- 2020 : Jū 2020 (銃２０２０?) de Masaharu Take
- 2020 : Ichidomo uttemasen (一度も撃ってません?) de Junji Sakamoto
- 2020 : Silent Tokyo (サイレント・トーキョー, Sairento Tōkyō?) de Takafumi Hatano (ja)
- 2020 : Bolt (ぼると?) de Kaizō Hayashi (ja)
- 2020 : Damashie no kida (騙し絵の牙?) de Daihachi Yoshida
- 2021 : Taiyō wa ugokanai (太陽は動かない?) d'Eiichirō Hasumi
- 2021 : The Fable: Korosanai koroshiya (ザ・ファブル 殺さない殺し屋?) de Kan Eguchi (ja)
- 2022 : Kingdom 2: Harukanaru daichi e (キングダム２ 遥かなる大地へ, Kingudamu 2: Harukanaru daichi e?) de  Shinsuke Satō
- 2022 : Hatachi no sōru (２０歳のソウル?) de Jun Akiyama
- 2023 : Familia (ファミリア, Famiria?) d'Izuru Narushima
- 2023 : Nemesis: Ōgon rasen no nazo (ネメシス 黄金螺旋の謎, Nemeshisu: Ōgon rasen no nazo?) de Yū Irie
- 2023 : Sekai no Okiku (せかいのおきく?) de Junji Sakamoto
- 2023 : Haru ni chiru (春に散る?) de Takahisa Zeze
- 2023 : Daimyō tōsan (大名倒産?) de Tetsu Maeda (ja)
- 2023 : Kingdom: Unmei no honō (キングダム 運命の炎, Kingudamu: Unmei no honō?) de  Shinsuke Satō
- 2023 : Ai ni inazuma (愛にイナズマ?) de Yūya Ishii
- 2024 : Tsumi to aku (罪と悪?) de Yūki Saitō
- 2024 : Kingdom: Taishōgun no kikan (キングダム 大将軍の帰還, Kingudamu: Taishōgun no kikan?) de  Shinsuke Satō
- 2024 : Ashita o tsuzuru shashinkan (明日を綴る写真館?) de Jun Akiyama
- 2024 : L'Homme-boîte (箱男, Hako otoko?) de Gakuryū Ishii
- 2025 : Hanataba (花束?) de Sahel Rosa (ja)
- 2025 : Chichi to boku no owaranai uta (父と僕の終わらない歌?) de Norihiro Koizumi (ja)

### Télévision
- 1990 : Tobuga gotoku
- 1992 : Shinai naru mono e
- 1993 : Homura Tatsu
- 1993 : Koko Kyoshi
- 1993 : Subarashiki kana jinsei
- 1994 : Homura Tatsu
- 1994 : Yokohama shinju
- 1995 : Koi mo nidome nara
- 1995 : Koibito yo
- 1996 : Tsubasa o kudasai!
- 1998 : Tabloid
- 1999 : Africa no yoru
- 1999 : Dokushin seikatsu
- 2000 : Tenki-yoho no koibito
- 2001 : Aru hi, arashi no yo ni
- 2001 : Chūshingura 1/47
- 2002 : Tengoku e no kaidan
- 2003 : Kogen e irasshai
- 2004 : Shinsengumi
- 2004 : Pride
- 2005 : Climber's High
- 2006 : Kemonomichi
- 2006 : Complément affectif
- 2007 : Karei-naru ichizoku
- 2009 : Zip vs Dragon
- 2010 : Wagaya no rekishi
- 2012 : Kagi no kakatta heya

### Doublage
- 1985 : Penguin's Memory (ペンギンズ・メモリー 幸福物語, Penguin's Memory: Shiawase monogatari?) de Shunji Kimura

## Récompenses et distinctions

### Récompenses
- 1982 : Blue Ribbon Awards : Meilleur nouvel acteur pour The Gate of Youth
- 1982 : Prix de l'Académie japonaise : Débutant de l'année pour The Gate of Youth
- 1994 : Prix Nikkan du film de sport : Meilleur acteur pour Crest of Betrayal
- 1995 : Prix de l'Académie japonaise : Meilleur acteur pour Crest of Betrayal
- 1995 : Festival du film de Yokohama : Meilleur second rôle pour Tokarev[8]
- 2001 : Prix de l'Académie japonaise : Meilleur second rôle pour Whiteout
- 2003 : Blue Ribbon Awards : Meilleur acteur pour KT
- 2004 : prix du meilleur acteur dans un second rôle pour When the Last Sword Is Drawn aux Japan Academy Prize[9]
- 2005 : Festival international du film de Tokyo : Meilleur acteur pour What the Snow Brings
- 2007 : Mainichi Film Concours : Meilleur acteur pour What the Snow Brings
- 2012 : 16e Grand Prix Nikkan Sports Drama (printemps 2012) : Meilleur second rôle pour Kagi no Kakatta Heya

### Nominations
- 1984 : Prix de l'Académie japonaise : Meilleur second rôle pour The Catch
- 2007 : Prix de l'Académie japonaise : Meilleur second rôle pour The Uchoten Hotel